# John Woo presents Stranglehold
John Woo presents Stranglehold (oder kurz Stranglehold – engl. für „Würgegriff“) ist ein 2007 veröffentlichter Third-Person-Shooter für Windows, PlayStation 3, und Xbox 360, der von Midway Games (Chicagoer Studio) entwickelt wurde.
Es ist das erste Spiel von Midway, das die Unreal Engine 3 nutzt, und wurde in Zusammenarbeit mit John Woo entwickelt. Dieser führte beim Film Hard Boiled Regie, der ein direkter Vorgänger des Spiels ist. Der damalige Hauptdarsteller Chow Yun-Fat wurde für das Spiel digital nachgebildet und ist der vom Spieler gesteuerte Charakter. Auch wurde der Gastauftritt von John Woo als Barkeeper Mr. Woo im Film ebenso im Spiel nachgebildet. Beide Figuren im Spiel wurden auch von den Original-Darstellern synchronisiert, in der deutschen Version von ihren Synchronstimmen. Es ist das erste Projekt seit Hard Boiled, in dem John Woo und Chow Yun Fat wieder zusammenarbeiteten.

## Handlung
Im zukünftigen Hongkong verschwindet ein Polizist. Die Polizeiwache erhält daraufhin eine scheinbare Lösegeldforderung von einer unbekannten Quelle. Die Kidnapper verlangen, dass ein einzelner Polizist am Kowloon Markt erscheint. Inspektor „Tequila“ Yuen (Chow Yun Fat) meldet sich freiwillig für den Auftrag, um sich kurz darauf in einem gigantischen Kampf mit rivalisierenden Triaden und der Russen-Mafia wiederzufinden, der sich von Hongkongs Hinterhöfen über eine zur Drogenherstellung genutzte Insel bis zu einem Museum in Chicago erstreckt.

## Hintergrund
Stranglehold versucht, die ballettartigen waffen-strotzenden Kämpfe (siehe Heroic Bloodshed), die von Regisseur John Woo in Filmen wie Hard Boiled, The Killer und Face/Off – Im Körper des Feindes populär gemacht wurden, in ein interaktives Medium zu überführen.
Das Spiel enthält eine Zeitlupenfunktion, die „Tequila Time“ genannt wird. Während ihrer Nutzung bewegen sich die Charaktere und Projektile in Zeitlupe, wobei das Fadenkreuz des Spielers weiterhin geschmeidig bewegt werden kann. Dadurch ergibt sich bei seiner Nutzung ein Vorteil für den Spieler, ohne den das Spiel extrem schwer werden würde. Die Zeitlupe sorgt aber auch für den cineastischen, ballettartigen Effekt, der die Verbindung zum Film herstellt. Die erste derartig genutzte Zeitlupenfunktion in Spielen hatte das von Remedy entwickelte Max Payne (siehe Bullet Time).
Hard Boiled hatte den Akimbo-Waffenstil zelebriert, bei dem zwei gleichartige Schusswaffen gleichzeitig benutzt werden. Sowohl Max Payne, Matrix, als auch Stranglehold nutzen dieses Feature.
Durch Erledigen der Gegner auf möglichst spektakuläre Weise (z. B. indirekt über eine heruntergeschossene Klimaanlage) können Punkte gesammelt werden, die das Benutzen von insgesamt vier Spezialfunktionen („Tequila-Bomben“ genannt) möglich macht:
- Gesundheit – dadurch wird Tequila Yuen etwas Lebensenergie zurückgegeben.
- Präzisionsschuss – damit kann extrem an Gegner herangezoomt und alsdann ein sehr treffgenauer Schuss abgegeben werden.
- Trommelfeuer – Tequila Yuen kann für kurze Zeit unbesiegbar und mit unendlich viel Munition ein Dauerfeuer abgeben.
- 360°-Schuss – der Spieler dreht sich einmal im Kreis und erledigt alle Gegner mit direktem Sichtkontakt.

## Technologie
Stranglehold benutzt eine stark modifizierte Version der Unreal Engine 3.0. Zu diesen Modifikationen gehört „Massive D“, eine Sammlung von Physik-basierten Technologien, die es dem Spieler erlaubt beinahe jeden Gegenstand in den Leveln zu zerstören und/oder indirekt als Waffe einzusetzen. So fallen z. B. zerschossene Reklame-Tafeln herunter und können einen oder mehrere Gegner erschlagen, oder z. B. eine Kettenreaktion durch eine Explosion auslösen. Außerdem gehört eine „Body Swapping“-Technik zum Repertoire, die einige Teile der Gegner-Modelle zufällig bestimmt, so dass eine Vielzahl verschiedener Gegner auf dem Spielfeld erscheinen anstatt immer der gleichen.
Stranglehold benutzt ein Schadensmodell basierend auf Trefferzonen. Die KI reagiert je nach getroffener Zone unterschiedlich. Dieses Feature fällt vor allem während des „Präzisionszielens“ auf.
Nachdem sich Gegner etwas von Fleischwunden erholt haben, schießen sie weiter, bis sie der simulierte Blutverlust dahinscheiden lässt.

## Deutsche Version
Die deutsche Version ist zensiert worden. Aus dem interaktiven (Haupt-)Teil des Spiels wurde sämtliches Blut entfernt. Stattdessen entstehen kleine Staubwolken bei Treffern. Irritierenderweise sind die Videosequenzen, die als Tutorial in einem Hilfe-Kasten eingeblendet werden, um ein neues Feature einzuführen (z. B. Präzisionsschuss (s. o.)), völlig ungeschnitten und enthalten drastische Gewaltszenen und Blut.
Weiterhin wurde das Ragdoll-Verhalten vermindert: Erschossene Gegner bewegen sich durch weitere Einschüsse nicht mehr.
Die deutsche Version hat die USK-Kennzeichnung „Keine Jugendfreigabe“, die Xbox360 (EU) Version, wurde durch die BPjM indiziert.

## Rezeption
- PC Games: „Hongkongs coolster Polizist kehrt zurück – und lässt statt der Leinwand Ihren Bildschirm vor Action erzittern.“ – 84 %[4]
- EuroGamer.de: „Stranglehold ist ein Meisterwerk fantastisch inszenierter Feuergefechte und brachialer Action.“ – 8/10[5]
- PC Action: „Wenn Sie auf gradlinige Action abfahren, dann dürfen Sie Stranglehold auf keinen Fall verpassen!“ – 91 % „Herausragend“[6][7]
- GameStar: „Wie ein Woo-Film: unkomplizierte Dauer-Action.“ - 81 %[8]

In der Schweiz reichte der Berner Grossrat Roland Näf ein Strafanzeigen gegen den Chef einer das Spiel vertreibenden Media-Markt-Filiale ein mit der Begründung, das Spiel zeige grausame Gewalttätigkeit. Das Gericht kam allerdings zu dem Schluss, das Spiel verletze die Menschenwürde nicht und lehnte die Klage ab.

## Sonstiges
- In den USA und im Vereinigten Königreich ist eine „Collector’s Edition“ erschienen.
- In der Schweiz ist eine „Special Edition“ in einer Tinbox mit Hologrammcover erschienen, die als Bonus den Film „Hard Boiled“ enthielt.
- Der höchste Schwierigkeitsgrad wird in Anlehnung an den Film „Hard Boiled“ (dt. „abgebrüht“) genannt.
- Wie im Film hat John Woo einen Cameo-Auftritt als Barkeeper.
- In der Xbox-360-Version wird das „Achievement“ Hardboiled Killer freigeschaltet, sobald 307 Gegner getötet wurden.
- Für die Konsolenversionen (Xbox 360 & PS3) von Stranglehold kann gegen Bezahlung ein Map Pack mit weiteren Levels heruntergeladen werden (nicht im deutschen PSN Store erhältlich).